# Pristava, Vojnik
Pristava este o localitate din comuna Vojnik, Slovenia, cu o populație de 121 de locuitori.